# Chassé (Sarthe)
Pour les articles homonymes, voir Chassé (homonymie).
Chassé est une ancienne commune française, située dans le département de la Sarthe en région Pays de la Loire, peuplée de 186 habitants (les Chasséins).
Elle a fusionné le 1er janvier 2015 avec cinq autres communes, sous le régime juridique des communes nouvelles instauré par la loi no 2010-1563 du 16 décembre 2010 de réforme des collectivités territoriales pour créer la commune nouvelle de Villeneuve-en-Perseigne, dont elle est devenue une commune déléguée.
La commune fait partie de la province historique du Maine.

## Géographie

### Communes limitrophes
|                                              | Hauterive (Orne) | Le Ménil-Broût (Orne)    |

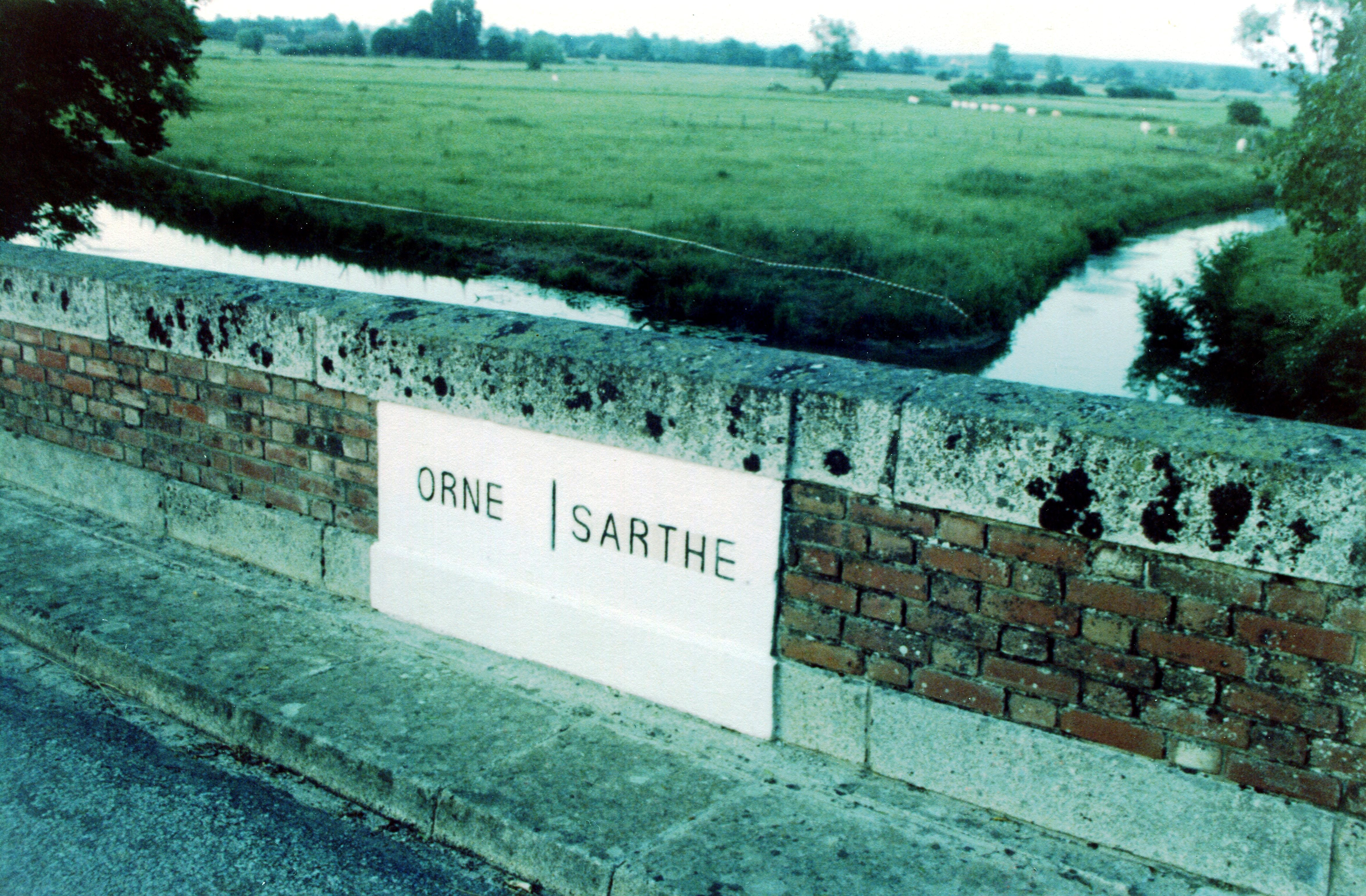
La Sarthe, limite des départements et limite entre Hauterive (Orne) et Chassé (Sarthe).

| Montigny                                     | Chassé           | La Fresnaye-sur-Chédouet |
| Lignières-la-Carelle, Saint-Rigomer-des-Bois |                  |                          |

## Toponymie
D’après Dauzat et Rostaing, son toponyme s’écrivait de Caceio au XIIe siècle, du nom d’homme gaulois Caccius ou Cattius suivi du suffixe gaulois -acum qui marque l’appartenance (francisé ici en -é). On note également la transformation du c- en ch- par « palatalisation » (remplacement des consonnes dures en consonnes palatales, obtenues en forçant le son produit à passer entre la langue et le palais).

## Histoire
Le bourg de Chassé se situait originellement au lieu-dit Brustel ; il regroupait une église et son cimetière, un presbytère, et deux maisons seigneuriales. Sous la Révolution, les paroisses de Chassé et Montigny furent réunies dans ce même lieu de culte. Cependant à la fin du XIXe siècle, l'église et le presbytère qui servait de mairie s'étant dégradés, un projet émerge, celui de délocaliser le bourg et de le reconstruire au centre du village. Ce projet aboutit grâce au don de Monsieur Lecomte, propriétaire du château de Montigny, en 1873 d'un terrain situé au lieu-dit La Croix de Chassé. Il est décidé de construire une nouvelle église toujours commune aux deux paroisses. Monsieur Lecomte financera en majeure partie les travaux de l'église ainsi que ceux du presbytère. En 1876, le cimetière est établi. La fin de la construction de ce nouveau bourg s'achève avec la construction de l'école communale et de la mairie en 1890[réf. nécessaire].

## Politique et administration
| Période                                  | Période       | Identité         | Étiquette | Qualité      |
| ---------------------------------------- | ------------- | ---------------- | --------- | ------------ |
| juin 1995 (?)                            | décembre 2014 | Dominique Anfray | SE        | Restaurateur |
| Les données manquantes sont à compléter. |               |                  |           |              |

## Démographie
L'évolution du nombre d'habitants est connue à travers les recensements de la population effectués dans la commune depuis 1793. À partir du 1er janvier 2009, les populations légales des communes sont publiées annuellement dans le cadre d'un recensement qui repose désormais sur une collecte d'information annuelle, concernant successivement tous les territoires communaux au cours d'une période de cinq ans. 
Pour les communes de moins de 10 000 habitants, une enquête de recensement portant sur toute la population est réalisée tous les cinq ans, les populations légales des années intermédiaires étant quant à elles estimées par interpolation ou extrapolation. Pour la commune, le premier recensement exhaustif entrant dans le cadre du nouveau dispositif a été réalisé en 2004,.
En 2021, la commune comptait 186 habitants, en évolution de +2,76 % par rapport à 2015 (Sarthe : +1,37 %, France hors Mayotte : +2,49 %).
| 1793 | 1800 | 1806 | 1821 | 1831 | 1836 | 1841 | 1846 | 1851 |
| ---- | ---- | ---- | ---- | ---- | ---- | ---- | ---- | ---- |
| 226  | 249  | 268  | 254  | 265  | 235  | 219  | 222  | 216  |

| 1856 | 1861 | 1866 | 1872 | 1876 | 1881 | 1886 | 1891 | 1896 |
| ---- | ---- | ---- | ---- | ---- | ---- | ---- | ---- | ---- |
| 223  | 202  | 210  | 191  | 203  | 188  | 173  | 189  | 171  |

| 1901 | 1906 | 1911 | 1921 | 1926 | 1931 | 1936 | 1946 | 1954 |
| ---- | ---- | ---- | ---- | ---- | ---- | ---- | ---- | ---- |
| 172  | 147  | 167  | 140  | 135  | 120  | 114  | 121  | 120  |

| 1962 | 1968 | 1975 | 1982 | 1990 | 1999 | 2004 | 2009 | 2014 |
| ---- | ---- | ---- | ---- | ---- | ---- | ---- | ---- | ---- |
| 142  | 127  | 107  | 121  | 139  | 150  | 162  | 183  | 192  |

| 2018 | - | - | - | - | - | - | - | - |
| ---- | - | - | - | - | - | - | - | - |
| 176  | - | - | - | - | - | - | - | - |

## Culture locale et patrimoine

### Lieux et monuments
- Église Sainte-Marie du XIXe siècle.
- Mairie de 1890.
- Le calvaire du bourg, non loin de la mairie, a été utilisé pour devenir le monument aux morts, par l'adjonction d'une plaque en marbre gris, sur cette plaque figure les huit noms des soldats de Chassé et de Montigny.
- Ancien lavoir.
- Chemin pédestre.